# Ontem, Hoje e Amanhã
Ieri, oggi, domani (pt/br: Ontem, Hoje e Amanhã) é um filme ítalo-francês de 1963, uma comédia dirigida por Vittorio De Sica. 

## Sinopse
Um casal vive uma série de encontros e desencontros em três histórias:
1. Adelina: Uma vendedora de cigarros é presa como contrabandista e, para não cumprir a pena, ela sempre tem de estar grávida. Quem não gosta dessa situação é seu marido, Carmine.
2. Anna: Uma linda e rica socialite tenta seduzir um homem muito fiel e correto, mas o primeiro encontro deles não é nada animador.
3. Mara: Uma prostituta faz a promessa de ficar uma semana sem contato com nenhum homem. Mas, quando o amor aparece na forma de um seminarista, as coisas se complicam.

## Elenco
- Sophia Loren .... Adelina Sbaratti / Anna Molteni / Mara
- Marcello Mastroianni .... Carmine Sbaratti / Renzo / Augusto Rusconi

Segmento Adelina
- Aldo Giuffrè … Pasquale Nardella
- Agostino Salvietti …  Dr. Verace
- Lino Mattera …  Amedeo Scapece
- Tecla Scarano …  irmã de Verace
- Silvia Monelli …  Elivira Nardella

Segmento Anna
- Armando Trovajoli …  Giorgio Ferrario

Segmento Mara
- Tina Pica …  avó Ferrario
- Gianni Ridolfi …  Umberto
- Gennaro Di Gregorio … avô

## Principais prêmios e indicações
Oscar 1965 (EUA)
- Venceu na categoria de melhor filme estrangeiro.

BAFTA 1965 (Reino Unido)
- Venceu na categoria de melhor ator (Marcello Mastroianni).

Prêmio David di Donatello 1964 (Itália)
- Venceu na categoria de melhor filme.

Globo de Ouro 1964 (EUA)
- Recebeu o Prêmio Samuel Goldwyn.